# Eleição municipal de Cametá em 1996
A eleição municipal da cidade de Cametá em 1996 ocorreu no dia 3 de outubro (primeiro turno), com o objetivo de eleger um prefeito, um vice-prefeito e 15 vereadores responsáveis pela administração da cidade, que terá seu início em 1° de janeiro de 1997, e terá seu término em 31 de dezembro de 2000. Por força da Legislação Eleitoral vigente à época, o então prefeito João Medeiros não poderia disputar um novo mandato. O cenário político fora marcado pela pulverização de forças políticas com potencial de chegar ao posto máximo do Executivo, com 4 candidaturas alcançando pouco mais de 20% do eleitorado cada.
Contando com apoio de lideranças regionais como o então deputado federal Gerson Peres e o respaldo dos Governos Federal e Estadual, então liderados pelo PSDB, o administrador de empresas Emmanuel Cunha foi o vitorioso deste pleito. Cunha já havia disputado o cargo máximo do Executivo cametaense em 1988 pelo PDT, ficando em 4º lugar com 481 votos, e em 1992 pelo PDS, quando ficou na 2ª colocação, obtendo 9.546 votos.

## Contexto

### Eleição anterior
O empresário João Francez Medeiros (PMDB) foi eleito Prefeito de Cametá com 12.708 votos (47,93%), derrotando o administrador de empresas Emmanuel José Machado Cunha (PDS), que obteve 7.664 votos (36,01%) e a então deputada estadual Aída Maria Farias da Silva (PT), que obteve 4.259 votos (16,06%). João Medeiros contou com o apoio do então governador Jader Barbalho e do então deputado estadual Waldoli Valente, liderança local que já havia exercido a Prefeitura entre 1983 e 1988 e que voltaria ao cargo em outras oportunidades. Já Emmanuel Cunha era o candidato da situação, sendo apoiado pelo então mandatário Milton Peres e seu irmão, o então deputado federal Gerson Peres.

## Candidatos à prefeitura
| Nº | Prefeito(a)  | Prefeito(a)       | Prefeito(a) | Prefeito(a)                             | Vice-Prefeito(a) | Vice-Prefeito(a) | Vice-Prefeito(a)    | Vice-Prefeito(a) | Coligação Partido(s)                                                 |
| Nº | Candidato(a) | Candidato(a)      | Partido     | Cargos relevantes                       | Candidato(a)     | Candidato(a)     | Candidato(a)        | Partido          | Coligação Partido(s)                                                 |
| -- | ------------ | ----------------- | ----------- | --------------------------------------- | ---------------- | ---------------- | ------------------- | ---------------- | -------------------------------------------------------------------- |
| 12 |              | Tarcísio Reimão   | PDT         | - Servidor Público Municipal            |                  |                  | Elito Pompeu        | PDT              | Sem Informações - Partido Democrático Trabalhista (PDT)              |
| 13 |              | José Quaresma     | PT          | - Professor de Ensino Fundamental       |                  |                  | Maria José Cordeiro | PT               | Sem Informações - Partido dos Trabalhadores (PT)                     |
| 14 |              | Olivaldo Valente  | PTB         | - Vice-Prefeito de Cametá (1993 - 1996) |                  |                  | Urbano Barata       | PTB              | Coligação do Povo - Partido da Mobilização Nacional (PMN)            |
| 15 |              | Herundino Moreira | PMDB        | - Deputado Estadual (1991 - 1998)       |                  |                  | Nonato Gaia Peres   | PMDB             | Sem Informações - Partido do Movimento Democrático Brasileiro (PMDB) |
| 25 |              | Francisco Machado | PFL         |                                         |                  |                  | Ronaldo Monteles    | PFL              | Sem Informações - Partido da Frente Liberal (PFL)                    |
| 45 |              | Emmanuel Cunha    | PSDB        | - Administrador de Empresas             |                  |                  | Orivaldo Francês    | PPB              | União pelo Trabalho - Partido Progressista Brasileiro (PPB)          |

## Resultados

### Prefeito
| Candidato(a)             | Candidato(a)             | Vice                     | 1º Turno 3 de outubro de 1996 | 1º Turno 3 de outubro de 1996 |
| Candidato(a)             | Candidato(a)             | Vice                     | Votação                       | Votação                       |
| Candidato(a)             | Candidato(a)             | Vice                     | Total                         | Percentagem                   |
| ------------------------ | ------------------------ | ------------------------ | ----------------------------- | ----------------------------- |
|                          | Emmanuel Cunha (PSDB)    | Orivaldo Francês (PPB)   | 8.211                         | 26,88%                        |
|                          | José Quaresma (PT)       | Maria José Cordeiro (PT) | 7.664                         | 25,09%                        |
|                          | Olivaldo Valente (PTB)   | Urbano Barata (PTB)      | 7.276                         | 23,82%                        |
|                          | Herundino Moreira (MDB)  | Nonato Gaia Peres (MDB)  | 6.515                         | 21,33%                        |
|                          | Francisco Machado (PFL)  | Ronaldo Monteles (PFL)   | 511                           | 1,67%                         |
|                          | Tarcísio Reimão (PDT)    | Elito Pompeu (PDT)       | 367                           | 1,20%                         |
| → Total de votos válidos | → Total de votos válidos | → Total de votos válidos | 30.544                        | 94,97%                        |
| → Votos em branco        | → Votos em branco        | → Votos em branco        | 641                           | 1,99%                         |
| → Votos nulos            | → Votos nulos            | → Votos nulos            | 978                           | 3,04%                         |
| Total                    | Total                    | Total                    | 32.163                        | 74,22%                        |
| Abstenções               | Abstenções               | Abstenções               | 11.172                        | 25,78%                        |
| Total de inscritos       | Total de inscritos       | Total de inscritos       | 43.335                        | 100%                          |

### Vereadores Eleitos
Foram eleitos 15 vereadores para a Câmara Municipal de Cametá.

  PT: 4
  PPB: 3
  PMDB: 3
  PSDB: 2
  PTB: 2
  PSB: 1

| Candidato(a)                | Nº    | Votação | Votação |
| Candidato(a)                | Nº    | Total   | %       |
| --------------------------- | ----- | ------- | ------- |
| Aldemir Cruz (PSDB)         | 45645 | 1.111   | 3,53%   |
| Walter Portilho (PSDB)      | 45620 | 1.099   | 3,49%   |
| Nelson Parijós Neto (PPB)   | 11611 | 973     | 3,09%   |
| Manoel Alvim (PMDB)         | 15612 | 775     | 2,46%   |
| Joaquim Castro (PT)         | 13660 | 753     | 2,39%   |
| João Costa Valente (PT)     | 13615 | 648     | 2,06%   |
| Rony Fernandes (PPB)        | 11613 | 570     | 1,81%   |
| José Maria Caldas (PMDB)    | 15610 | 551     | 1,75%   |
| Jorge Mocbel (PPB)          | 11615 | 541     | 1,72%   |
| Dídimo Cordeiro (PMDB)      | 15611 | 487     | 1,55%   |
| Raimundo Epifânio (PT)      | 13616 | 466     | 1,48%   |
| José Antônio Fernandes (PT) | 13603 | 465     | 1,48%   |
| Emanuel Lobo (PSB)          | 40620 | 421     | 1,34%   |
| Antônio Luís Aragão (PTB)   | 14661 | 366     | 1,16%   |
| Misael Andrade (PTB)        | 14670 | 337     | 1,07    |